# Галле, Луи (писатель)
Луи́ Галле́ (фр. Louis Gallet; 14 февраля 1835, Валанс — 16 октября 1898, Париж) — французский писатель и поэт, либреттист.

## Биография
Галле в молодости работал в Валансе учителем и корректором. В 1857 году он издаёт под чужим именем свой первый поэтический сборник и переезжает в Париж. Здесь он устраивается в департамент здравоохранения, долгое время руководит госпиталем Ларибуазье, затем — инспектор департамента.
Параллельно Галле пишет романы, стихотворения и драматические произведения. В 1868 году он впервые пробует свои силы как либреттист. Совместно с Эдуаром Блау он работает над текстом к опере Жоржа Бизе «Кубок короля Туле». Затем следует либретто к «Кобольду» Эрнеста Гиро. В 1871 года Галле знакомится с Камилем Сен-Сансом, который заказывает ему либретто к своей опере «Жёлтая принцесса» (1872) и рекомендует писателя как музыкального критика в журнал «Нувель Ревю».

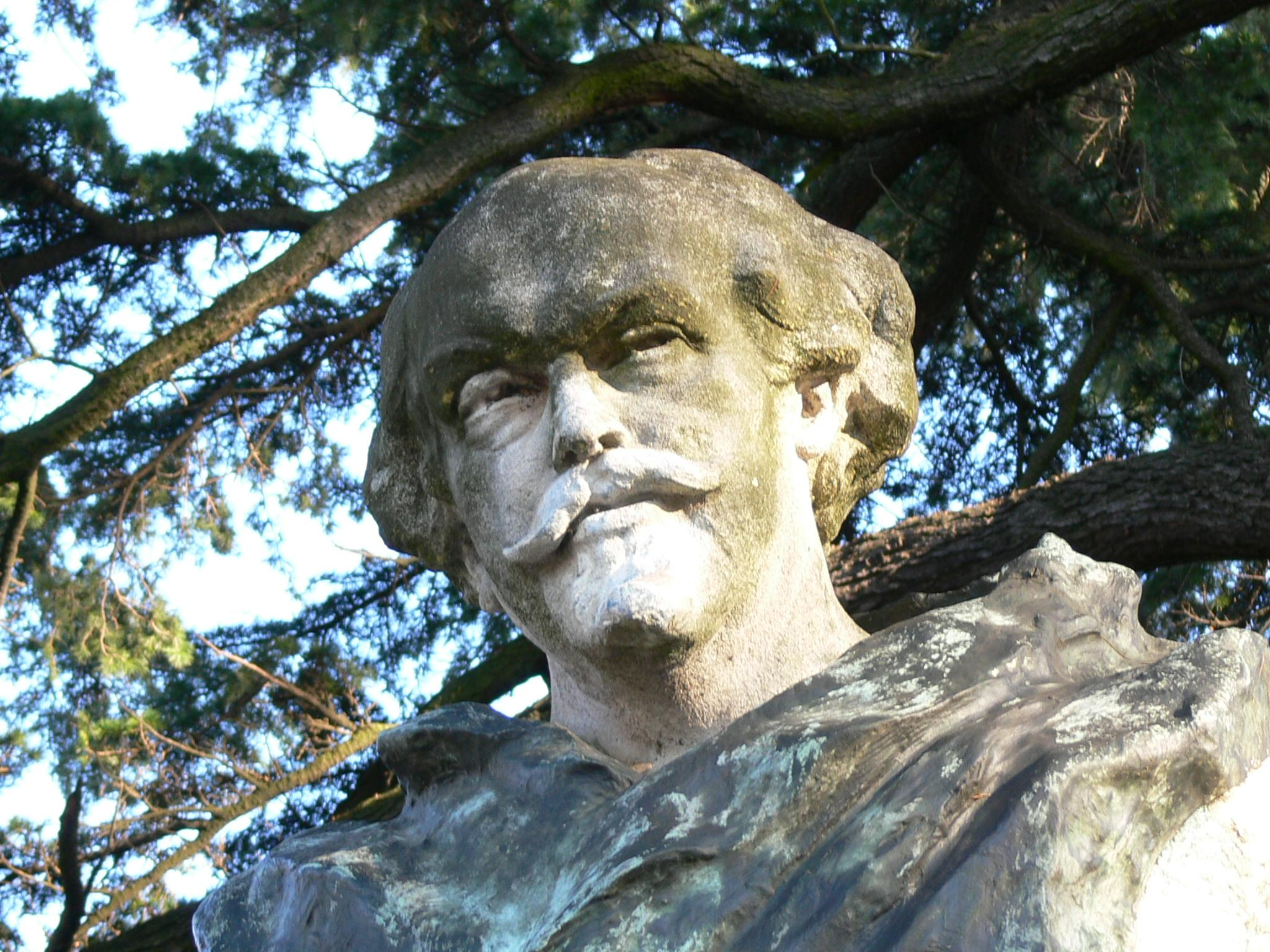
Бюст Л. Галле в Валансе скульптора Ж.-А. Энжальбера

В дальнейшем Галле создаёт либретто для Сен-Санса (опера «Асканио» (1890) и др.), Шарля Гуно (оперы «Джамиля» (1872), «Сен-Мар» (1877)), Эжена Диаса, Викторена Жонсьера, Жюля Массне (для последнего — текст к оратории «Мария Магдалина» (1873), оперы Сид (1885), Таис (1894), «Король Лахора» (1877) и др.). Автор двухтомника воспоминаний, вышедшего в 1891—1898 годах.